# Fortunato Quesada Lagarrigue
Fortunato Quesada Lagarrigue (Lima, 7 de noviembre de 1929 - Lima, 25 de julio de 2024) fue un abogado y diplomático peruano.

## Biografía
Nació en la ciudad de Lima el 7 de noviembre de 1929. Fue hijo del exministro de Salud Fortunato Quesada Larrea y de Adriana Lagarrigue Gibergues. Asimismo, fue sobrino del abogado y periodista José Quesada Larrea y del abogado Alberto Quesada Larrea.
Estudió Derecho en la Universidad Nacional Mayor de San Marcos y posteriormente ingresó a la Academia Diplomática del Perú, en la cual estudió Relaciones Internacionales y se especializó en Globalización.
Luego, ingresó al servicio diplomático en 1955, en el cual llegó a ser primer secretario. En el ámbito privado, fue presidente de Adela Inversiones S.A y presidente de la Alianza Francesa de Lima. Además, en 1974 se desempeñó como presidente de Acción Comunitaria del Perú, hoy Grupo ACP.
En abril de 1983, fue nombrado como ministro de Pesquería por el presidente Fernando Belaúnde Terry durante su segundo gobierno. Ejerció el cargo hasta diciembre del mismo año.

## Reconocimientos
- Orden al Mérito por Servicios Distinguidos en el grado de Gran Oficial (1960)